# كارولين كلير
كارولين كلير (بالإنجليزية: Caroline Claire)‏ هي متزلجة على الجليد ‏ أمريكية، ولدت في 2 فبراير 2000 في الولايات المتحدة.

## وصلات خارجية
- كارولين كلير على موقع الاتحاد الدولي للتزلج (التزلج الحر) (الإنجليزية)
- كارولين كلير على موقع أوليمبيديا (الإنجليزية)